# آداگا
آداگا (به لاتین: Adaga) یک منطقهٔ مسکونی در روسیه است که در شهرستان کایتاگسکی واقع شده‌است.